# Tous les soleils (roman)
Pour les articles homonymes, voir Tous les soleils.
Tous les soleils est un roman de Bertrand Visage publié le 1er septembre 1984 aux éditions du Seuil et ayant reçu la même année le prix Femina.

## Résumé
L'action se passe en Sicile.

## Éditions
- Éditions du Seuil, 1984,  (ISBN 2020069253)